# Distrikt Huaquirca
Der Distrikt Huaquirca liegt in der Provinz Antabamba in der Region Apurímac in Südzentral-Peru. Der Distrikt wurde am 17. Januar 1945 gegründet. Er besitzt eine Fläche von 351 km². Beim Zensus 2017 wurden 1909 Einwohner gezählt. Im Jahr 1993 lag die Einwohnerzahl bei 1525, im Jahr 2007 bei 1463. Die Distriktverwaltung befindet sich in der 3480 m hoch gelegenen Ortschaft Huaquirca mit 1154 Einwohnern (Stand 2017). Huaquirca liegt 3 km nordwestlich der Provinzhauptstadt Antabamba.

## Geographische Lage
Der Distrikt Huaquirca liegt im Andenhochland im zentralen Norden der Provinz Antabamba. Der Río Pachachaca (auch Río Ichuni und Río Antabamba) fließt entlang der südlichen Distriktgrenze nach Westen.
Der Distrikt Huaquirca grenzt im Südwesten an den Distrikt Juan Espinoza Medrano, im Westen an den Distrikt Sabaino, im Norden an den Distrikt Pataypampa, im Nordosten an den Distrikt Virundo (die beiden zuvor genannten Distrikte liegen in der Provinz Grau), im Osten an den Distrikt Oropesa sowie im Süden an den Distrikt Antabamba.